# Expérgo
Expérgo – pierwszy minialbum południowokoreańskiej grupy Nmixx, wydany 20 marca 2023 roku przez wytwórnię JYP Entertainment. Płytę promowały dwa single „Young, Dumb, Stupid” oraz „Love Me Like This".

## Tło
10 lutego 2023 roku JYP Entertainment ogłosiło, że 20 marca Nmixx wyda swój pierwszy minialbum zatytułowany Expérgo. 13 lutego opublikowano harmonogram promocji. 27 lutego opublikowano zwiastun zatytułowany „Secret of Sweet Oasis”. 2 marca opublikowano listę utworów z ogłoszeniem „Love Me Like This” jako głównego singla. 5 marca opublikowano pierwszy film koncepcyjny zatytułowany „Dizziness of Freedom”, a drugi film koncepcyjny zatytułowany „Wisdom, Love, Courage” opublikowano 9 marca. 13 marca ukazał się przedpremierowy pierwszy singiel „Young, Dumb, Stupid”. 18 marca opublikowano zwiastun teledysku do „Love Me Like This”. 20 marca minialbum został wydany wraz z teledyskiem do „Love Me Like This”.

## Lista utworów
| CD | CD                    | CD | CD | CD                                                              | CD      |
| Nr | Tytuł utworu          | Tekst | Kompozycja                                                                                                  | Aranżacja                                                       | Długość |
| -- | --------------------- | --- | --- | --------------------------------------------------------------- | ------- |
| 1. | „Young, Dumb, Stupid” | Oh Hyun-seon (Lalala Studio), Moon Yeo-reum (Jam Factory), Lee Seu-ran, Park Sang-yu (PNP)                                     | Brain U (The Hub), Honey Noise (The Hub), Brown Panda (The Hub), Frankie Day (The Hub), Awry (The Hub)      | Brain U (The Hub), Honey Noise (The Hub), Brown Panda (The Hub) | 3:10    |
| 2. | „Love Me Like This”   | Lee Hye-joon (Onclassa), Jennifer Eunsoo Kim, Jang Eun-ji (153/Joombas), Shin Hye-mi (PNP), Oh Hyun-seon (Lalala Studio), Wkly | Greg Bonnick, Hayden Chapman, Taet Chesterton, Gavin Jones                                                  | LDN Noise                                                       | 3:08    |
| 3. | „Paxxword”            | MosPick, Young Chance | MosPick, Young Chance                                                                                       | MosPick                                                         | 3:12    |
| 4. | „Just Did It”         | Lee Seu-ran, Hezen (Music Cube)                                                                                                | Kenzie, Fabien Torsson, Harry Sommerdahl, Ylva Dimberg                                                      | Fabien Torsson, Harry Sommerdahl                                | 2:58    |
| 5. | „My Gosh”             | Jo Yu-ri | Aftrshok, Brain U (The Hub), Lee Chan, Ayushy (The Hub), Awry (The Hub), Chanti (The Hub), Charlotte Wilson | Aftrshok, Brain U (The Hub)                                     | 3:36    |
| 6. | „Home”                | Danke (Lalala Studio), Gxxdkelvin                                                                                              | Aftrshok, Brain U (The Hub), Frankie Day (The Hub), Jacob Aaron (The Hub)                                   | Aftrshok, Brain U (The Hub)                                     | 2:40    |

## Notowania
| Lista                              | Pozycja | Źr.    |
| ---------------------------------- | ------- | ------ |
| South Korean Albums (Circle)       | 2       | [ 11 ] |
| Japanese Albums (Oricon)           | 8       | [ 12 ] |
| Japanese Combined Albums (Oricon)  | 10      | [ 13 ] |
| Japan Hot Albums (Billboard Japan) | 33      | [ 14 ] |
| US Billboard 200                   | 122     | [ 15 ] |
| US World Albums (Billboard)        | 5       | [ 16 ] |

## Historia wydania
| Region            | Data          | Format                       | Etykieta      |
| ----------------- | ------------- | ---------------------------- | ------------- |
| Świat             | 20 marca 2023 | Cyfrowa sprzedaż • streaming | JYP • Dreamus |
| Korea Południowa  | 20 marca 2023 | CD                           | JYP • Dreamus |
| Stany Zjednoczone | 24 marca 2023 | CD                           | JYP           |